# Ijmâ'
« Ijma » redirige ici.  Pour le cours d'eau de Russie, voir Ijma (rivière).

L'ijma` (en arabe : إِجْمَاعٌ [idʒˈmaːʕ], ʾiǧmāʿ, accord ; consensus) est une des sources du droit musulman, après le Coran et la sunna. Les écoles juridiques (madhhabs) lui accordent une place plus ou moins grande. Le consensus est généralement compris comme celui des oulémas spécialistes du domaine dont il est question. Une règle de droit prise par ce procédé ne peut en aucun cas contredire le Coran ou la sunna.
Les écoles juridiques sunnites, largement majoritaires aujourd'hui, admettent cette règle du consensus notamment en vertu du hadith suivant : « Ma communauté ne se réunira pas sur une erreur »(rapporté par At-Tirmidhî).
Les écoles se divisent à propos de savoir de qui l'accord doit être reconnu : 
- le malékisme ne reconnaît que l'ijma' des compagnons de Mahomet (les sahabas, témoins de sa vie) et des suivants de Médine (cf. le hadîth « L'Islam reste attaché à Médine comme le serpent à son trou »)[2] ;
- les hanbalites ne reconnaissent que celui des compagnons de Mahomet[2] ;
- les chiites (en particulier les imamites et les zaidites) n'admettent que l'avis collectif des descendants de Mahomet[2].

En revanche les kharijites rejette l'ijma', et une partie des mu`tazilites ne le prennent en considération que dans certains cas`.

## L'ijma'au début de l'islam
Les premières conceptions de l'ijma' qui nous sont connues remontent au IIe de l'Hégire, période durant laquelle se développent les premières écoles de droit. Il s'agissait d' "écoles régionales" dans lesquelles les juristes identifiaient leurs pratiques et interprétations avec celle d'une ville ou d'une province. Les plus importantes d'entre elles se situaient à Médine et en Irak, plus précisément à Basra et à Koufa, une autre en Syrie connaît moins de rayonnement. Ces anciennes écoles considéraient l'ijma' comme une autorité normative dans la formation de la loi mais elles se divisaient quant à ce que recouvrait précisément la notion.
En dehors de ces écoles, d'autres courants en revanche ne considéraient pas l'ijma' comme source de loi.

### Le consensus régional des Médinois
L'ijma' auquel se réfèrent les juristes médinois correspondait principalement à la "pratique des gens de Médine" (amal ahl al-Madinah). Ils établissaient un lien organique entre la sunna du Prophète et les coutumes médinoises. Ce lien aurait été celui de la tradition continue depuis la mort de Mahomet, les Compagnons de ce dernier auraient fidèlement conservé son enseignement et sa pratique et les auraient transmis à leurs successeurs. Les habitants de Médine n'auraient alors été que des héritiers de ce processus. Joseph Schacht explique que la légitimité qui leur était attribuée par les premiers juristes médinois n'était pas tant due au fait que Médine était la ville dans laquelle émigra Mahomet mais qu'il s'agissait surtout de l'origine géographique des premières autorités auxquelles ils se référaient. L'accent mis sur ce caractère distinctif de Médine par rapports aux autres villes vient plus tard dans la tradition musulmane avec le développement de l'école malékite.
La conception du consensus élaborée par l'école de Médine nous est notamment connue par les écrits de Mâlik ibn Anas. Dans le Muwatta, il fait référence à trois types de consensus, faisant tous autorité dans la formation de la loi :
- d'abord la pratique sur laquelle l'ensemble des Médinois sont d'accord, celle que tout musulman reproduit fidèlement ;
- l'ijma' fait aussi spécifiquement référence à l'accord des savants médinois sur une question spécifique du droit, ahl al 'ilm ;
- enfin, il fait aussi mention de l'ijma' concernant les décisions des autorités politiques locales de Médine.

Dans les débats entre savants sur l'usage des hadiths ahad (rapportés par un seul transmetteur), Malik affirme que la tradition médinoise est plus fiable.

### L'ijma'pour les Irakiens
Les Irakiens admettent comme les Médinois que le consensus des savants ou de la communauté prise dans son ensemble sur un sujet est la conséquence de la tradition maintenue depuis le Prophète, ils se distinguent d'eux sur d'autres points. Contrairement à leurs homologues de Médine, les juristes irakiens considèrent en principe le consensus au delà des frontières régionales. Dans les sources de théorie juridique des Irakiens , on retrouve des désignations qui dénotent une dimension universelle, on y lit par exemple qu'ils font référence à "la pratique des gens dans leur ensemble" ('alayhi a-amr al-mujtama').
Mais ce principe reste théorique. Ils apparaissent en pratique faire surtout référence aux accords des autorités intellectuelles de leur région . Cela est particulièrement visible dans les désaccords qui les opposent aux savants de Syrie. Le juriste irakien Abu Yusuf, disciple de Abu Hanifa, rejette les positions du juriste syrien Al-Awza'i sur plusieurs cas où ce dernier invoque justement l'ijma'. Abu Yusuf justifie sa position en rétorquant que les savants à l'origine de l'accord ne sont pas tous qualifiés. Dans ses travaux, il fait parfois explicitement référence aux accords internes aux savants irakiens à l'exclusion des autres. Al-Shaybani, disciple d'Abu Yusuf, écrit lui aussi à plusieurs reprises dans son recueil de hadiths Al-Muwatta "ceci est l'opinion de Abu Hanifa et de nos savants en général".
Les Syriens adoptent une attitude similaire à celle des Irakiens. Le juriste Al-Awza'i fait mention le plus souvent de "la pratique des Musulmans" (lamyazal al-muslimuna) et emploient d'autres expressions à portée générale. Pour autant, certains de ses avis légaux témoignent d'une conception de l'ijma' plus régionale qu'universelle. Parfois, alors même qu'il rejette un avis irakien sur une question, il affirme que celui que lui défend est partagé par "les savants en général", excluant ainsi les Irakiens du consensus tel que lui le conçoit. D'autres fois encore, il fait explicitement référence aux juristes de la province syrienne. Abu Yusuf affirme que la conception de l'ijma' d'Al-Awza'i n'intègre que celles des Syriens.
Les conceptions irakienne et syrienne du consensus sont ambivalentes dans une certaine mesure. Si les appellations qu'ils utilisent dénotent une forme d'universalisme, d'autres encore, quoique plus marginales, rappellent celles utilisées par les Médinois dont le provincialisme est assumé. Ils se distinguent de ces derniers surtout par le fait qu'ils ne considèrent pas l'ijma' - d'abord - comme l'accord des savants de leur province. Les Irakiens surtout développent l'idée que le consensus comme source légale s'étend à toutes les régions, leur position est ambivalente.

### Les critiques d'Al-Shafi'i
Le juriste Al-Shafi'i, qui était initialement un disciple de Malik avant de suivre les enseignements de l'Irakien Al-Shaybani, partage initialement les vues de ses maîtres sur l'autorité de l'ijma. Il s'en distingue progressivement jusqu'à en faire une critique argumentée et virulente. Les reproches qu'il adresse aux Irakiens et Médinois sont tantôt ciblés contre les premiers ou contre les seconds, tantôt communs. Ils accusent les deux écoles de privilégier les consensus entre leurs autorités religieuses respectives par rapport aux hadith. Shafi'i accorde une place particulièrement importante aux chaînes de transmission, isnads, des traditions prophétiques, les considérant comme gage d'authenticité. Une chaîne de transmission renforce le statut d'autorité et de force normative du hadith. Or, pour les Irakiens et Médinois, si le hadith figure lui aussi dans les matériaux que le juriste doit étudier pour élaborer sa doctrine, la "tradition vivante" - la pratique transmise d'une génération à l'autre depuis Mahomet - est tout autant voire plus légitime pour cela. Safi'i, tout en admettant le consensus des savants comme source légale pertinente, reproche aux juristes de Médine et d'Irak leur manque de rigueur quant au fait de savoir si une chose a réellement fait consensus ou non. Ces opposants admettaient que si une génération s'accordait sur un point c'est parce que celle qui la précédait avait la même position. Shafi'i rejette ce postulat, selon lui il se peut que des avis qui avaient divisé la génération précédente n'aient simplement pas été conservés. Surtout, il critique l'idée des Médinois et Irakiens selon laquelle il était possible de considérer qu'un avis est le résultat d'un ijma' entre les savants à partir du moment où il n'y a pas d'opposition claire de certains d'entre eux, il s'agirait alors d'un "consensus par le silence", ijma' sukuti, puisque l'absence de l'expression claire d'une opposition était en soi considérée comme un accord.
S'adressant spécifiquement aux Médinois, il s'oppose à leur provincialisme et met en doute l'existence d'un véritable consensus à Médine. Quant aux Irakiens, il leur reproche de se référer aux accords d'autorités individuelles et de ne parfois pas tenir compte de l'avis de certains Compagnons qui étaient pourtant basés en Irak, comme Ali et Ibn Mas'ud à Kufa.
En résumé, pour Shafi'i, les théories de ses opposants médinois et irakiens manquent de rigueur sur la notion d'ijma'. Contre l'idée selon laquelle il est possible de rester fidèle à la sunna du Prophète en suivant consensus de la communauté, il oppose la primauté et l'autorité des traditions prophétiques.

## Développement du concept
Le concept d'ijma' continue de susciter des débats importants parmi les lettrés musulmans après Shafi'i. Ils reprennent une de ses thèses phares sur la relation entre hadiths et sunna. En effet, progressivement, il n'est plus question de la "tradition vivante" des premières écoles mais des traditions prophétiques qui commencent à être compilées dans des recueils au cours du IIIe siècle de l'Hégire. Ce sont surtout eux désormais qui permettent de saisir l'héritage prophétique.
Jusqu'au IVe siècle de l'Hégire/Xe siècle il n'y avait pas encore de définition claire de ce qu'était le consensus. Les juristes et théologiens musulmans se posent plusieurs questions. Que fallait-il considérer précisément pour établir qu'il y avait un accord sur la question ? Surtout, quels sont les critères d'éligibilité ? L'accord doit-il concerner l'ensemble des Musulmans, tous les savants ou seulement une majorité d'entre eux ? Les réponses à cela sont diverses et elles-mêmes divergentes.

### La question de l'éligibilité
Parmi les préoccupations des savants musulmans, celle de savoir quelle était l'autorité à partir de laquelle il était possible de déclarer le consensus. Les juristes qui succèdent à Shafi'i dans leur ensemble ne semblent pas avoir été convaincus par la restriction que faisait Shafi'i sur l'ijma'. Ils ne reprennent pas l'idée selon laquelle celui-ci devait intégrait l'ensemble de la communauté, non seulement les savants à l'exclusion des autres, et ce sur tous les sujets légaux.
Quelques savants pour autant continuent de reposer l'idée d'ijma' sur l'accord unanime de la communauté. C'est notamment le cas du théologien Al-Ghazali. Cette définition est beaucoup critiquée, on lui reproche que cela n'est pas possible en pratique, les juristes donnent la priorité à l'accord entre les savants. Pour le juriste Al-Amidi (m.1233), l'ijma' est l'accord de toutes les autorités compétentes sur une période donnée sur une question spécifique.

### La prise en compte du désaccord
Les savants se divisent également quant au fait de savoir dans quelle mesure était-il possible d'acter un accord. Déjà, les premières écoles traditionnelles reconnaissaient la possibilité de considérer que telle chose avait fait consensus s'il n'y avait pas l'expression d'une opposition (ijma' sukuti). Mais qu'en est-il dans les cas où celle-ci est au contraire effective ? Une partie des juristes considère que si dans une génération, un seul savant émet un avis contraire alors il n'est pas possible d'affirmer qu'il y a eu consensus. Certaines critiques rétorquent que pourtant, la première génération de musulmans a elle-même été divisée sur certaines questions, or il est ordinaire de considérer en même temps qu'il y a eu un ijma' à leur propos. Al-Amidi et d'autres savants comme lui se défendent en justifiant cela par le fait que l'opinion des Compagnons en divergence avec l'accord n'a pas été rejetée de l'ijma' pour la simple raison qu'elle est divergente mais parce qu'elle contredirait les sources primaires du droit que sont le Coran et la Sunna.
Une autre question était celle de savoir si l'opinion de la majorité prévaut systématiquement sur l'opinion minoritaire parmi les autorités qualifiées. Plusieurs juristes, parmi lesquels Al-Amidi, Abu Bakr Al-Jassas, Al-Ghazali, considèrent qu'il n'y a aucune raison de rejeter l'avis le moins partagé. Un des arguments qu'ils développent est le suivant : si l'on considère que l'ijma' est force d'autorité et auquel il faut se conformer, alors cela serait un contre-sens pour les juristes de rejeter leur opinion pour se ranger derrière celle majoritaire de leurs homologues. Ils mobilisent également des versets du Coran qui soulignent que la vérité peut parfois être tenue par une minorité.